# تیاگو ونانچیو
تیاگو ونانچیو (به انگلیسی: Tiago Venâncio) (زادهٔ ۱۹ ژوئیهٔ ۱۹۸۷) شناگر اهل پرتغال است.